# 伊爾-38反潛機
伊留申伊尔-38 "海豚" (北约代號: May) 是苏联设计的海上巡逻机和反潜机 。 他發展自伊爾-18涡轮螺旋桨客機。

## 设计和研发

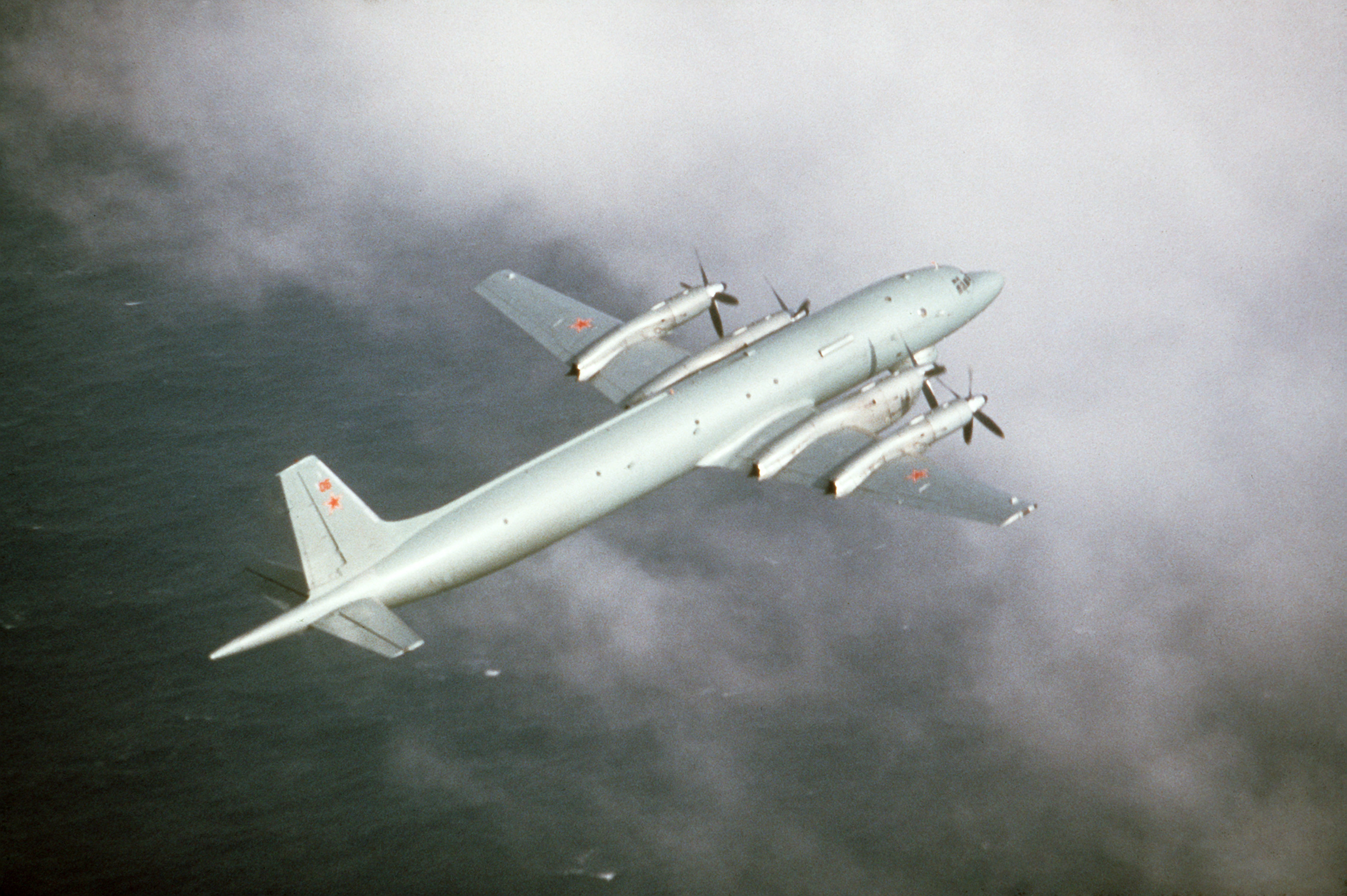
一架苏联伊尔-38飞机的空中右侧视图。

伊尔-38是四引擎涡轮螺旋桨飞机伊爾-18的改進 ，用作苏联海军的海上巡逻机。它满足了對抗美国弹道导弹潜艇的需求。共产党中央委员会和部长会议于1960年6月18日发布联合指示，要求原型在1962年第二季度准备就绪。 机身，机翼，尾翼单元和发动机机舱与伊尔-18相同，并且具有相同的动力装置和驾驶舱。伊尔-38的空气动力学原型机于1961年9月28日首飞， 随后于1967年9月第一架量產機首飞。 生产一直持续到1972年，直到图波列夫Tu-95远程战略轰炸机的和更通用的图波列夫Tu-142衍生機型被投入使用。 
機身基於伊尔-18，機翼向前移動3米（9.84英尺）。 與Il-18不同的是，只有Il-38的前機身被縮減。 尾部包含一個MAD，而在前機身下方，一個凸出的天線罩中裝有Berkut （“金鷹”）搜索雷達（北約命名為“濕眼”）。 有兩個內部武器艙，一個在機翼前方，裝有聲納浮標，另一個在機翼後方裝有武器。 
一些西方消息來源指出，有58架被生產； Ostrov的ASW中隊指揮官表示， 蘇聯海軍航空兵接收了35架， 其中約30架仍在俄羅斯海軍航空兵中服役。  1977年8月有五架被移轉到印度。 在1990年代中期，似乎Tu-204 / 图-214客機贏得了與A-40飛艇 / Be-42兩栖飛機的競爭，而取代了伊尔-38在俄羅斯的服役， 但是缺乏資金使該項目陷於停滯。 而最近，似乎正開發一種A-40變型來取代伊尔-38。
印度在1977年接收了三架前蘇聯海軍航空兵的伊爾-38，另外1983年又接收了兩架。 印度的修改包括在機身側面安裝掛架，以攜帶海鷹反艦導彈 。印度海軍的Il-38已被送回俄羅斯進行升級。 他們將加裝新的Sea Dragon航空電子套件，新雷達，機鼻下方的前視紅外炮塔以及安裝在前機身上方支柱上的盒狀結構中的電子情報系統。 升級的飛機命名為Il-38 SD。

## 使用歷史

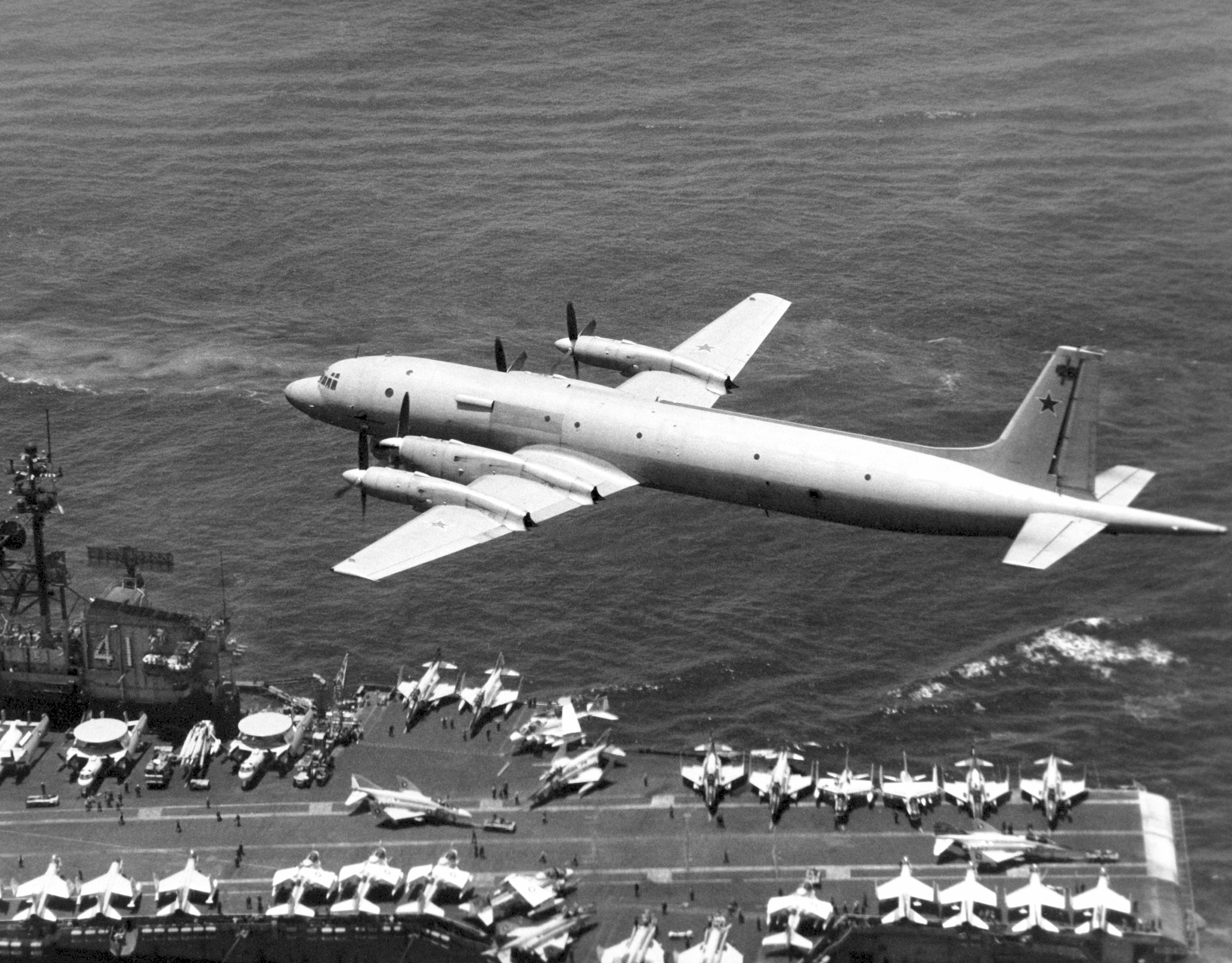
1979年5月18日一架伊尔-38低空飛越 中途島號航空母艦

1970年代初期丟失了一架原型機，當時它被迫在海中被拋棄。 
伊爾-38是由蘇聯北方，太平洋和波羅的海艦隊的部隊使用。 1968年3月，伊爾-38中隊部署到埃及的開羅 ，由蘇聯機組人員執飛但機上標記為埃及，直到1972年撤離。 伊爾-38於冷戰期間繼續部署於海外 ，從葉門南部的亞丁，阿斯馬拉飛往當時的衣索比亞，利比亞和敘利亞。 兩架Il-38在地面上時遭到突擊隊襲擊，而至少一架在1984年在阿斯馬拉被厄利垂亞人民解放陣線的戰鬥機摧毀。冷戰結束和蘇聯解體後，Il-38繼續在俄羅斯海軍的北極和太平洋艦隊服役。
該類型於1995年首次訪問了位於美國NAS Jacksonville的北約基地。  它在西方航空展上的首次亮相是在1996年英國皇家國際航空展上。
2002年10月1日，在印度中隊的銀禧慶祝活動中，發生了一起悲慘的空中墜毀事故。 互相平行飛行的IN302和IN304在果阿的達波林機場上方發生空中相撞。 所有十二名機組人員（每架飛機上各有六名）死亡，兩架飛機也被摧毀。

## 衍生型

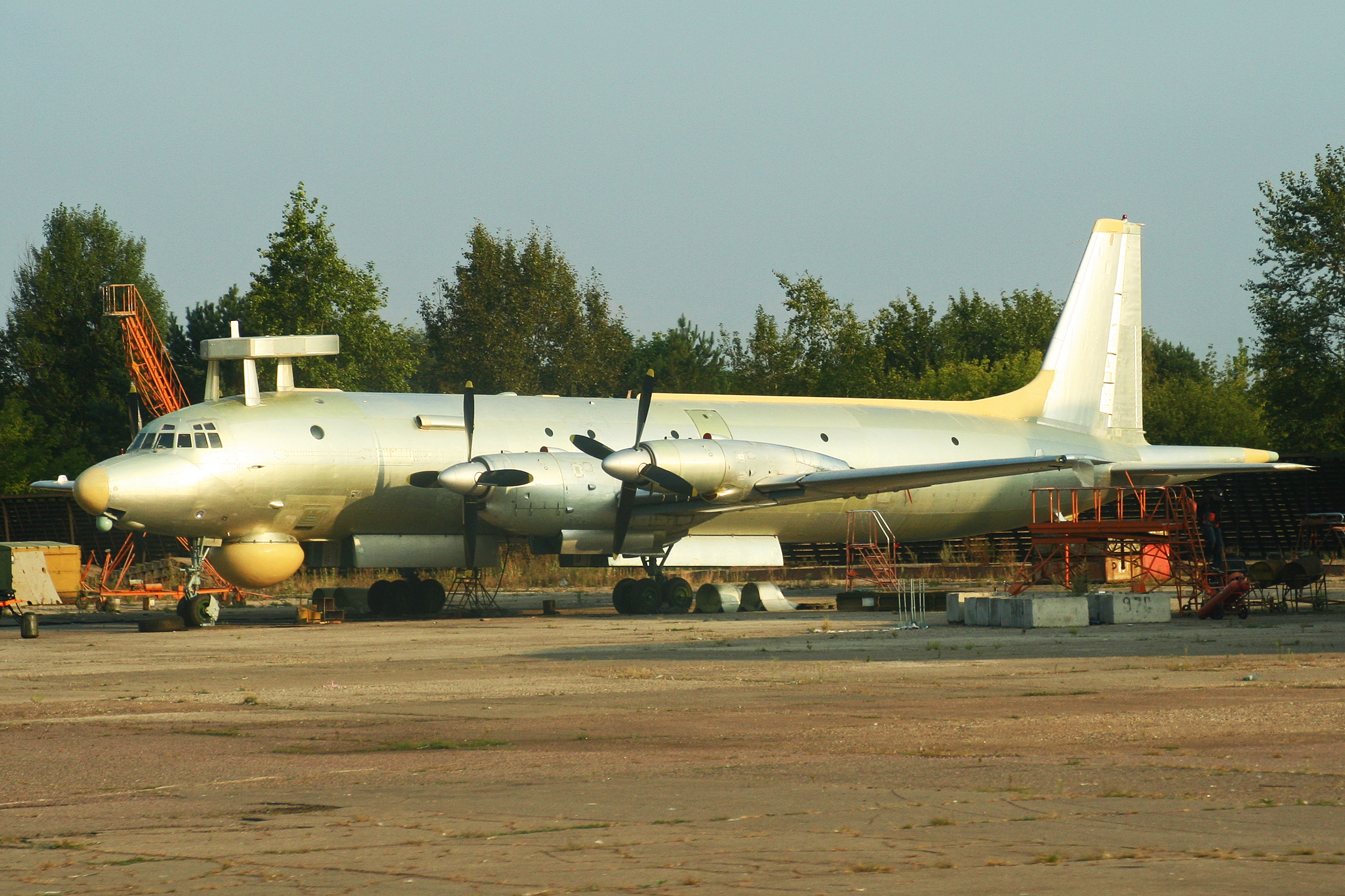
一架未標記的伊留申伊爾-38，後來於1983年交付印度海軍，是海軍第一個按SD標準現代化的Il-38。

Il-38
投產飛機
Il-38M
修改接收器探頭，作為探頭和錐管加油系統的一部分。 該系統未被採用。
Il-38MZ
Il-38的加油機變型。 僅有原型機
Il-38N
改進的變體有時稱為“海龍”（Il-38SD），它是一種新的搜索和跟蹤系統。 俄羅斯海軍版本配備了Novella P-38系統。Novella P-38能夠在長達90公里的範圍內找到空中目標，並跟蹤320公里半徑內的地面物體，可以同時跟蹤32個上方和水下目標。8架飛機已交付俄羅斯海軍。
現代化的反潛飛機已在俄羅斯的北極和太平洋艦隊服役。

## 使用國家

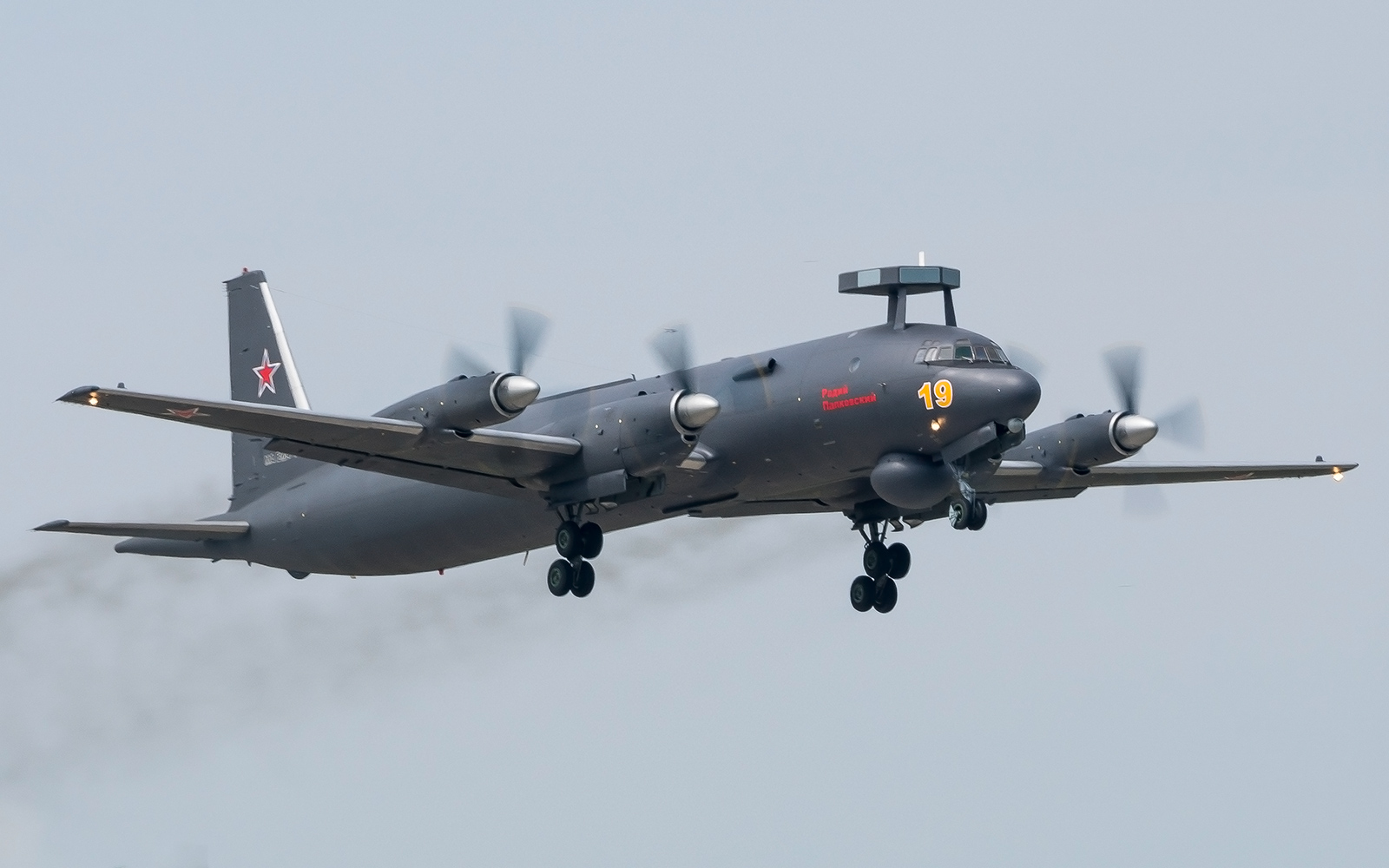
俄羅斯海軍Il-38N

俄羅斯
- 俄羅斯海軍航空兵

### 前任使用國家

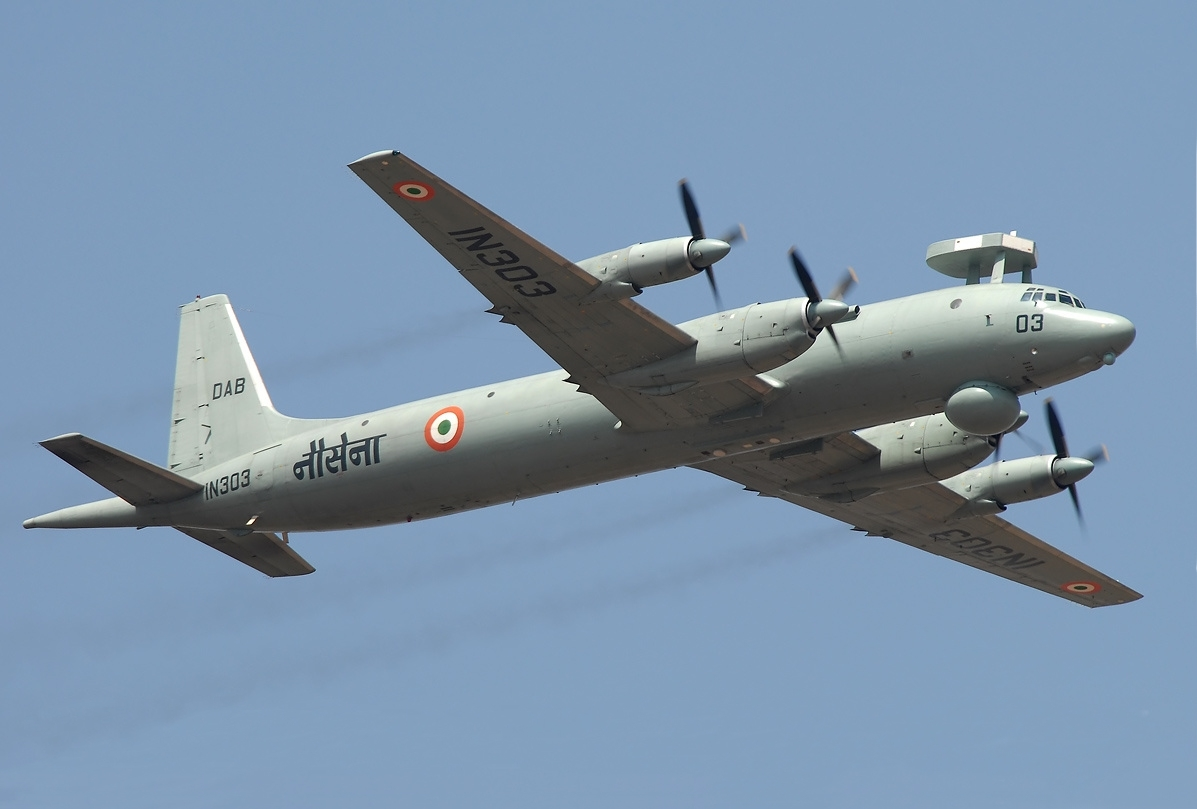
印度海軍Il-38SD，攝於2007年

印度
- 印度海軍航空兵

 苏联
- 蘇聯海軍航空兵

## 規格 (Il-38)
参考资料：1996年俄羅斯海軍於{英國皇家國際航空展
基本信息
- 机组：7至8人[1]
- 長度：40.185[1]米（131英尺10英寸）
- 翼展：37.4[1]米（122英尺8英寸）
- 高度：10.17[1]米（33英尺4英寸）
- 机翼面积：140[1]平方（1,500平方英尺）
- 空重：35,500[1]（78,264磅）
- 最大起飛重量：66,000[1]（145,505磅）
- 发动机：4台Ivchencko/Progress AI-20M（英语：Progress AI-20M）[1]渦輪扇發動機，每台3,151千瓦特（4,225[1]匹馬力）

性能
- 最大速度：645[1]每小時（401英里每小時；348節）
- 转场航程：7,500[1]（4,660英里；4,050海里）
- 续航时间：13 hours[1]
- 升限：11,000[1]（36,000英尺）
- 爬升率：5.33每秒（1,049英尺每分鐘）

武器

- 20,000 磅 (9,000 公斤) 的可投放彈藥,包含深水炸彈、魚雷、水雷與反艦飛彈